# Chongqing-Universität
Die Chongqing-Universität (chinesisch 重慶大學 / 重庆大学, Pinyin Chóngqìng Dàxué) im Stadtbezirk Shapingba der regierungsunmittelbaren Stadt Chongqing ist eine der besten Universitäten der Volksrepublik China. Sie gehört zur Gruppe der im Rahmen des „Projekts 211“ zu Exzellenzuniversitäten ernannten Lehranstalten. Neben den drei Campussen A, B und C rund um den historischen Kern der Universität gibt es seit 2005 noch den Campus Huxi im gleichnamigen Straßenviertel von Shapingba. Insgesamt erstreckt sich die Universität damit über 347 ha. Die der Universität angehörige School of Economics and Business Administration (SEBA) trägt die prestigereiche Triple Crown, eine zeitgleiche Akkreditierung durch AACSB, AMBA und EQUIS.

## Geschichte

### Republik

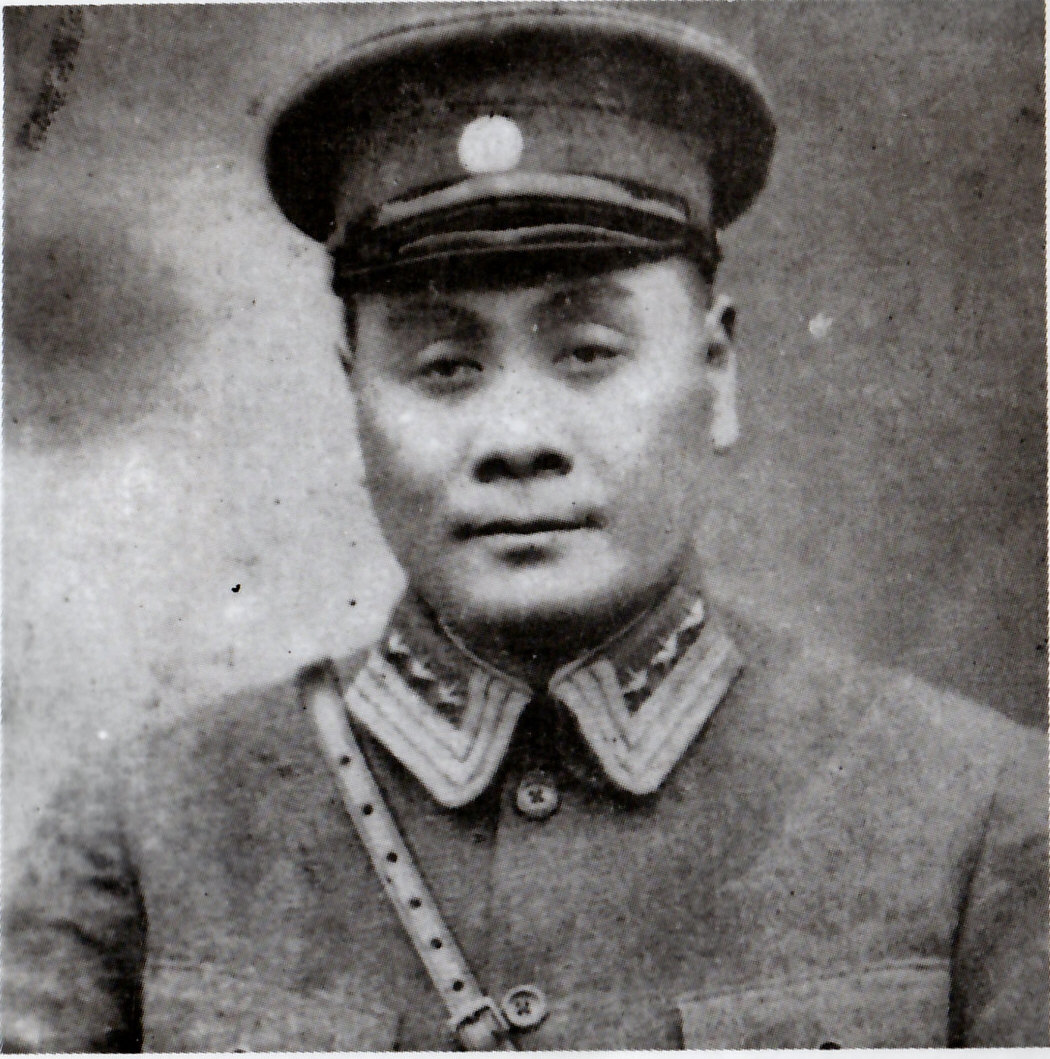
Liu Xiang, 1929–1935 Rektor der Universität

1926 beschloss die sogenannte „Sichuan-Clique“ (川军, Pinyin Chuān Jūn), eine Gruppe von Militärmachthabern, die aus der im Jahr 1902, gegen Ende der Qing-Dynastie, gegründeten „Neuen Armee“ (新军, Pinyin Xīn Jūn) hervorgegangen war, auf einer Konferenz zur Besprechung anstehender Probleme in ganz Sichuan (全川善后大会), in Chengdu und in Chongqing jeweils eine Universität einzurichten. Zunächst wurde die Nationale Chengdu-Universität (国立成都大学) gegründet, eine der Vorläufereinrichtungen der heutigen Sichuan-Universität. Im Jahr 1928 beschlossen dann mehrere aus Ostsichuan stammende Professoren dieser Universität, den ursprünglichen Plan für eine Universität in Chengdu voranzutreiben. Sie wandten sich an General Liu Xiang (刘湘, 1890–1938), den zum damaligen Zeitpunkt mächtigsten der Militärmachthaber in der Sichuan-Clique. Liu Xiang stimmte dem Plan zu und beschloss, den Aufbau der Universität mit Startkosten von 30.000 Yuan und anschließenden Betriebskosten von 40.000 Yuan pro Jahr über eine sogenannte „Schweinefleischspende“ zu finanzieren. Er erhöhte die Schweinefleischsteuer um 25 %, was, da in Sichuan sehr viel Schweinefleisch gegessen wird, für die Provinzregierung zusätzliche Einnahmen von 150.000 Yuan pro Jahr generierte. Damit war nicht nur der Bau der Universität, sondern auch die Deckung der laufenden Kosten sichergestellt.
Am 12. Oktober 1929 wurde mit einer feierlichen Zeremonie im Yangjia-Park (杨佳花园) im Straßenviertel Caiyuanba des Stadtbezirks Yuzhong mit zwei Propädeutikums-Klassen der Unterricht aufgenommen. Dies gilt heute als Gründungstag der Universität. Im Rahmen der Feier wurde Liu Xiang von den anwesenden Professoren zum Rektor der Universität gewählt. Außerdem beschloss man bei dieser Gelegenheit, die eigentliche Universität im Stadtbezirk Shapingba anzusiedeln. Dort wurde am rechten Ufer des Jialing Jiang, etwa 200 m flussaufwärts von der Shimen-Brücke, zunächst das Gebäude der Fakultät für Naturwissenschaften (理学院) errichtet. Nach Abschluss der Bauarbeiten im Jahr 1933 zog die Hochschule dorthin um, wo sie bis heute ihren Sitz hat. Bis 1935 kamen noch die Fakultät für Geisteswissenschaften (文学院) und die Fakultät für Landwirtschaft (农学院) hinzu.

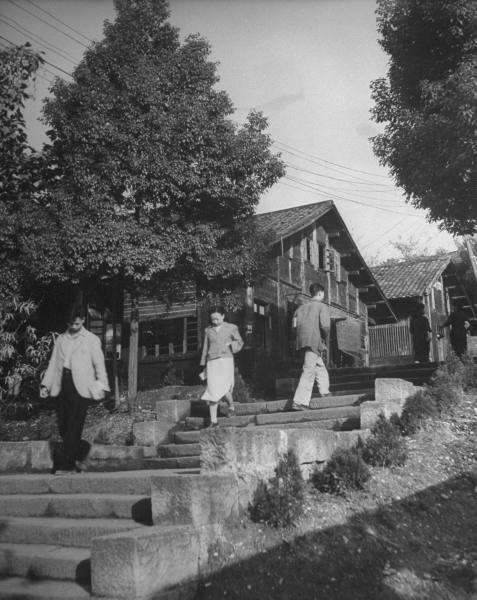
Kiefernwald-Campus 1938

Am 13. August 1937 begann die Kaiserlich Japanische Armee, Shanghai anzugreifen. Im Oktober jenes Jahres war klar, das die chinesischen Verteidiger die Schlacht um Shanghai verlieren würden und nun auch Nanjing bedroht war. Daher wurden die Nationale Zentraluniversität (国立中央大学, die heutige Universität Nanjing) und das Nationale Zentralpolytechnikum (国立中央工业学校) ins Landesinnere nach Chongqing verlagert. Die Chongqing-Universität spendete ihren Schwesteruniversitäten 13 ha Land auf dem Kiefernwald-Hang (松林坡, Pinyin Sōnglínpō) südwestlich des Campus, wo Unterrichtsgebäude und Wohnheime gebaut wurden. Dies ist der heutige Campus C der Chongqing-Universität (重庆大学C区校园). Die umgesiedelten Universitäten blieben als eigenständige Verwaltungseinheiten bestehen, es wurde jedoch ein gemeinsamer Unterrichtsbetrieb durchgeführt. Professoren wie Ma Yinchu (Volkswirtschaft) oder Li Siguang (Geologie), die durch die Verlagerung nach Chongqing gekommen waren, unterrichteten nun an allen Universitäten; die neu angekommenen Studenten konnten die Bibliothek der Chongqing-Universität benutzen, und in Veranstaltungen der einen Universität erworbene Punkte wurden von den anderen Universitäten anerkannt.
Im November 1937 ordnete Präsident Lin Sen an, die chinesische Hauptstadt von Nanjing nach Chongqing zu verlegen. Als die japanischen Truppen am 1. Dezember 1937 Nanjing angriffen, floh die Regierung zunächst nach Wuhan, Anfang 1938 kamen die Beamten in Chongqing an. Daraufhin führten japanische Kampfflugzeuge am 18. Februar 1938 erstmals einen Luftangriff auf die Stadt durch. Die Luftangriffe auf Chongqing wurden bis zum 23. August 1943 fortgesetzt. Während dieser Zeit wurde regulär Unterricht abgehalten; bei Fliegeralarm begaben sich die Studenten in Luftschutzbunker, wo die Veranstaltungen nahtlos weiterliefen. Die Professoren der Fakultät für Ingenieurwissenschaften bauten einen Ersatz für den am 24. August 1937 bei einem japanischen Luftangriff auf Nanjing zerstörten, englischsprachigen Kurzwellensender „Voice of China“, der am 6. Februar 1939, nun bekannt als „Frosch von Chongqing“ (重庆之蛙), seinen Betrieb aufnahm.
Nach der bedingungslosen Kapitulation Japans am 15. August 1945, die vom „Frosch von Chongqing“ als erstes gemeldet wurde, kehrte die Nationale Zentraluniversität im August 1946 nach Nanjing zurück, ihre Gebäude am Kiefernwald-Hang wurden in die Chongqing-Universität integriert. Das Nationale Zentralpolytechnikum blieb in Chongqing, operierte nun aber völlig getrennt. Zum Zeitpunkt ihres 20-jährigen Bestehens im Oktober 1949 hatte die Chongqing-Universität sechs Fakultäten mit insgesamt 21 Instituten:
- Geisteswissenschaften
- Naturwissenschaften
- Ingenieurwissenschaften
- Wirtschaftswissenschaften
- Jura
- Medizin

### Volksrepublik

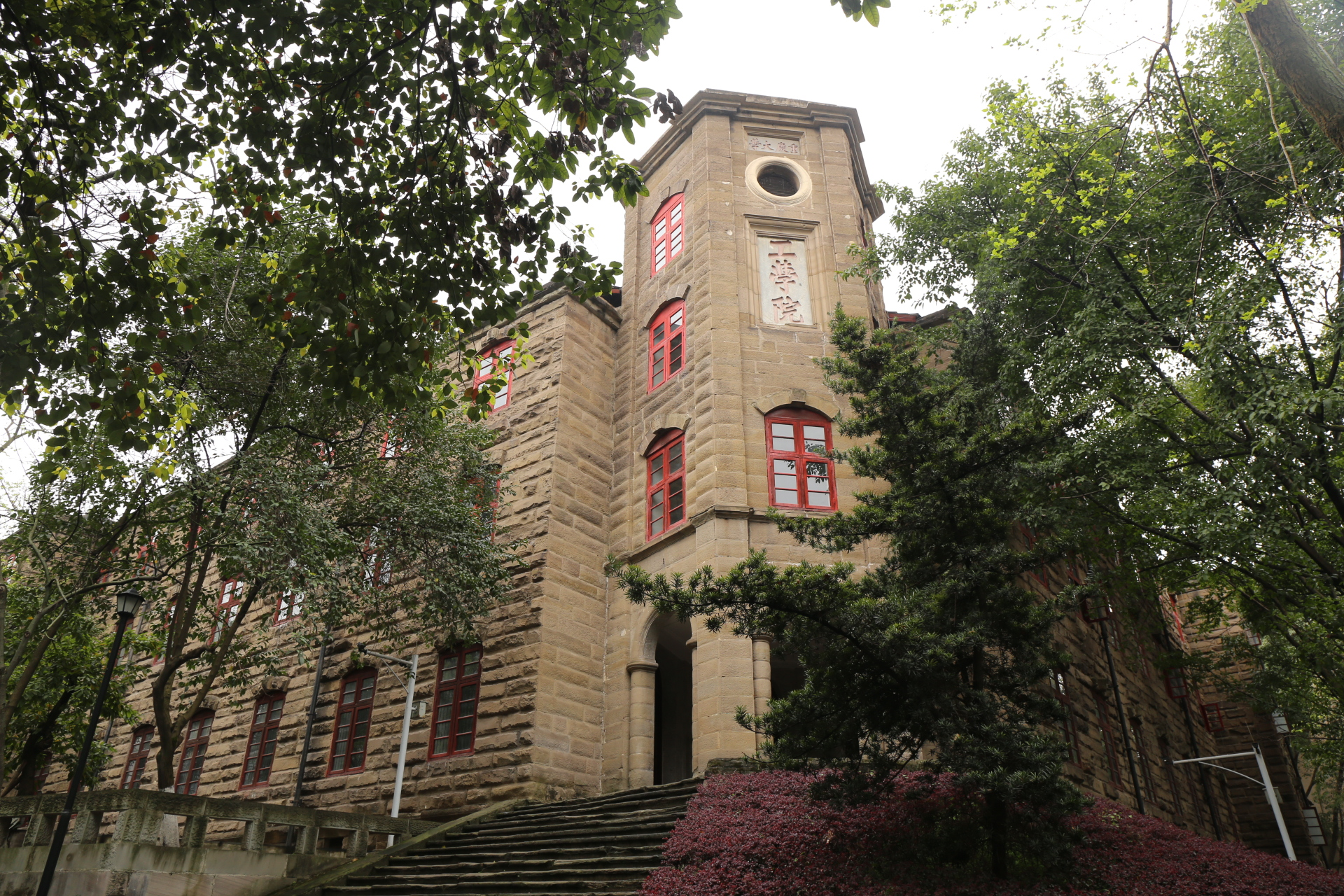
Fakultät für Ingenieurwissenschaften

Nach der Einnahme Chongqings durch die Volksbefreiungsarmee am 30. November 1949 wurde die Chongqing-Universität dem Südwestbüro des Zentralkomitees der KPCh (中共中央西南局) unter Deng Xiaoping unterstellt, das seinen Sitz in Chongqing hatte. Bei einer landesweiten Hochschulreform 1952 wurden alle Fakultäten mit Ausnahme der Ingenieurwissenschaften aus der Chongqing-Universität herausgelöst und anderen Universitäten zugeordnet, ebenso wie das Institut für Bauingenieurwesen und das Institut für Chemieingenieurwesen. Im Zuge derselben Reform wurde das ehemalige Zentralpolytechnikum aufgelöst und Teile davon in die Chongqing-Universität integriert, die zwar ihren alten Namen beibehielt, nun aber de facto eine reine Technische Hochschule war. Am 15. November 1952 wurde die Chongqing-Universität dem neugegründeten Ministerium für höhere Bildung der Zentralen Volksregierung (中央人民政府高等教育部) unterstellt.
Am 17. Mai 1959 ernannte das Zentralkomitee der KPCh die 16 besten Universitäten des Landes zu Nationalen Schwerpunkthochschulen (全国重点大学), denen im August 1959 vier weitere hinzugefügt wurden. Am 22. Oktober 1960 wurde diese Liste dann auf insgesamt 64 Schwerpunkthochschulen erweitert, wobei nun auch die Chongqing-Universität berücksichtigt wurde. Sie war nun eine der 32 ingenieurtechnischen Schwerpunkthochschulen des Landes.
Mit dem Ausbruch der Kulturrevolution 1966 stellte die Chongqing-Universität ihren Betrieb ein. Erst nach der Wiedereinführung der Abiturprüfungen 1978 wurde dieser wieder aufgenommen. Im Laufe der folgenden Jahre kamen zu den ursprünglichen Ingenieurwissenschaften neue Fachrichtungen hinzu: Wirtschaftswissenschaften, Geisteswissenschaften, Verwaltungswissenschaft, Jura, Kunst und Sport. Im November 1995 billigte der Staatsrat der Volksrepublik China das sogenannte „Projekt 211“, bei dem im Dezember jenes Jahres zunächst 15 Universitäten zu Exzellenzuniversitäten erklärt wurden. Im Dezember 1996 wurde diese Gruppe auf 27 Universitäten erweitert, und im Dezember 1997 kam dann auch die Chongqing-Universität zusammen mit 66 weiteren Universitäten in diese elitäre Gruppe.
Im September 2001 wurde die Chongqing-Universität in die Gruppe der damals 29, mittlerweile 39 Spitzenuniversitäten aufgenommen, die aus dem Projekt 985 Fördermittel erhalten.
Zur Einordnung: in China gibt es insgesamt etwa 3000 Hochschulen.
Am 31. Mai 2000 wurde die Chongqing-Universität mit der dem Ministerium für Bauwesen der Volksrepublik China unterstehenden Architektur-Universität Chongqing (重庆建筑大学) und der von der China State Construction Engineering betriebenen Fachhochschule für Bauwesen Chongqing (重庆建筑高等专科学校) zusammengelegt. Die neue Einrichtung behielt den Namen „Chongqing-Universität“ und wurde, wie schon die alte Chongqing-Universität, dem Ministerium für Bildung der Volksrepublik China unterstellt.

## Fakultäten

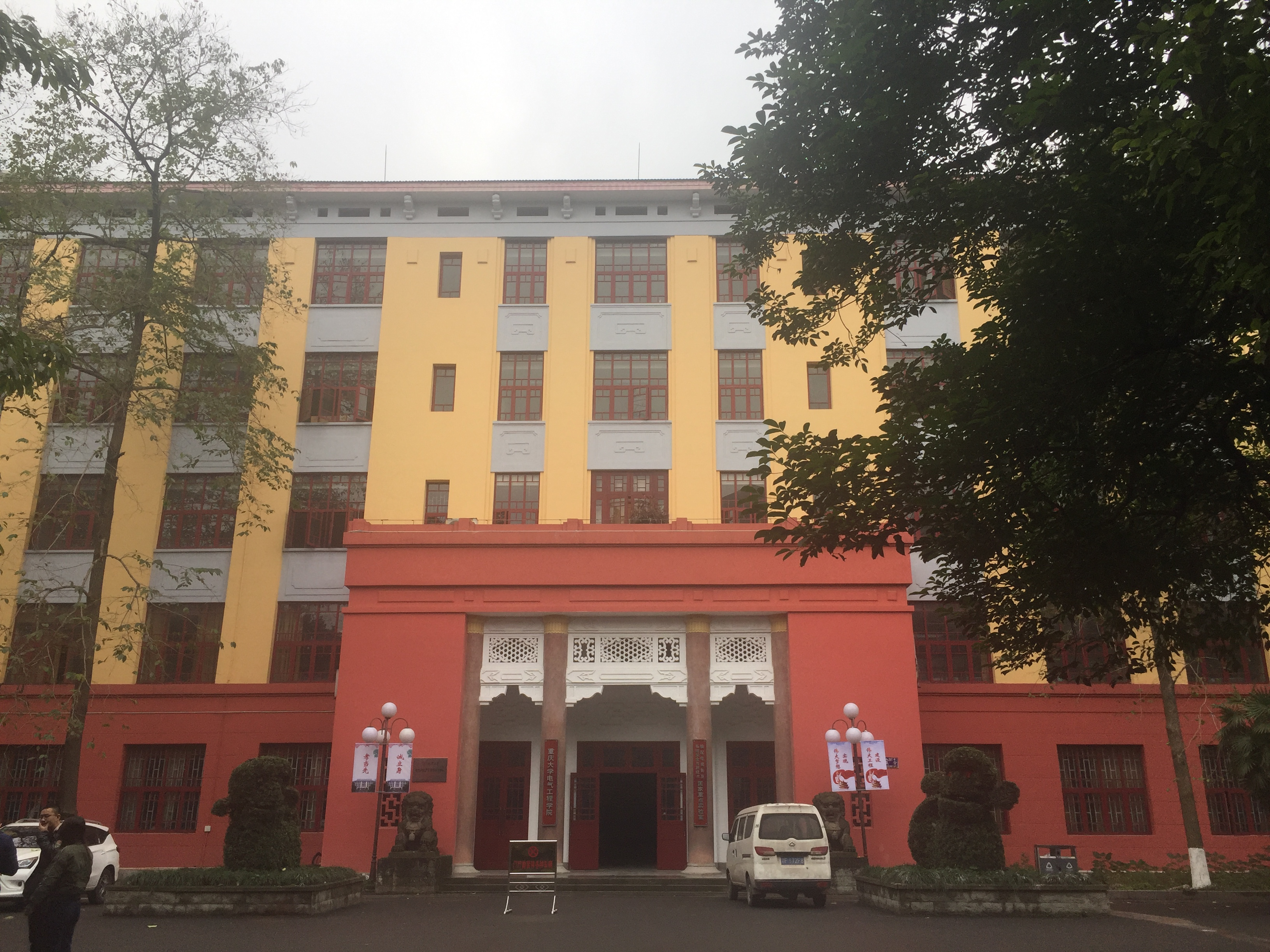
Institut für Elektrotechnik

Im Studienjahr 2023/2024 besaß die Chongqing-Universität sieben Fakultäten:
- Geisteswissenschaften
- Sozialwissenschaften
- Naturwissenschaften
- Ingenieurwissenschaften
- Architektur
- Informatik
- Medizin[14]

Rektor der Universität im Rang eines Staatssekretärs ist seit dem 2. Juni 2022 der Maschinenbauingenieur Wang Shuxin (王树新, * 1966).
Im Studienjahr 2019/20 hatte die Universität gut 5300 Dozenten und wissenschaftliche Mitarbeiter, davon etwas über 2900 im Lehrbetrieb tätig; sieben Professoren waren Mitglieder der Chinesischen Akademie der Ingenieurwissenschaften. In jenem Studienjahr hatte die Universität über 48.000 Studenten, davon 21.000 Magistranden und Doktoranden. Gut 1900 Studenten waren Ausländer.
Im Jahr 2018 verfügte die Chongqing-Universität über ein Forschungsbudget von 1,49 Milliarden Yuan (damals etwa 190 Millionen Euro).

## Forschung
An der Chongqing-Universität sind eine ganze Reihe von Schwerpunktlaboratorien angesiedelt, darunter:
- Nationales Schwerpunktlabor für Kraftübertragung
- Nationales Schwerpunktlabor für Stromnetze, Systemsicherheit und neue Technologien[17]
- Nationales Schwerpunktlabor für Grubenunglücke
- Schwerpunktlabor des Bildungsministeriums für Optoelektronik
- Schwerpunktlabor des Bildungsministeriums für die Ökologie der Drei Schluchten
- Schwerpunktlabor des Bildungsministeriums für cyber-physische Systeme
- Schwerpunktlabor des Bildungsministeriums für Städtebau in Bergregionen
- Schwerpunktlabor des Bildungsministeriums für Abwärmenutzung
- Schwerpunktlabor des Bildungsministeriums für Leichtlegierungen[18][19]

Erwähnenswert ist außerdem, dass man am Institut für Physik seit 1990 unter der Leitung von Li Fangyu (李芳昱, * 1943) Forschungen zu hochfrequenten Gravitationswellen betreibt.
Zusammen mit der Chinesischen Universität für Wissenschaft und Technik in Hefei und dem Mikrowellenlabor Chengdu arbeitet man mit finanzieller Unterstützung der Nationalen Stiftung für Naturwissenschaften seit 2008 an der Entwicklung eines Detektors für derartige Gravitationswellen.

## Absolventen
- Ren Zhengfei (* 1944, Architektur)
- Qamba Püncog (* 1947, Maschinenbau)
- Yi Jun (* 1951, Architektur)
- Li Shangfu (* 1958, Automatisierungstechnik)